# Changer (chanson)
Pour les articles homonymes, voir Changer.
Singles de Gims
Ça marche
(2013) You Lose
(2013)
Changer est une chanson de Maître Gims extraite de l'album Subliminal sorti le 17 mai 2013.

## Description
La chanson est écrite et composée par Maître Gims et Renaud Rebillaud. La dresseuse animalière est Sonia Lestienne. Un clip sorti fin 2013 a été tourné au château de Maisons-Laffitte (78600).
Slimane Nebchi en fera une reprise en juin 2021, disponible sur sa chaîne YouTube.

## Classements
| Classement (2013-14)                    | Meilleure position |
| --------------------------------------- | ------------------ |
| Belgique (Wallonie Ultratop 50 Singles) | 15                 |
| Belgique (Wallonie Ultratip 50)         | 5                  |
| Belgique (Wallonie Ultratop 50 Airplay) | 20                 |
| France (SNEP)                           | 9                  |